# Mamiko Noto

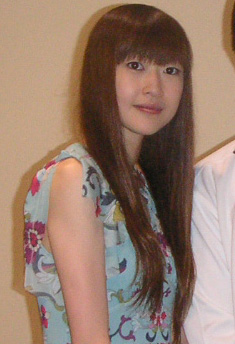
Mamiko Noto, 2007

Mamiko Noto (jap. 能登 麻美子, Noto Mamiko; * 6. Februar 1980 in Kanazawa) ist eine japanische Synchronsprecherin (Seiyū). Sie arbeitet für die Agentur Ōsawa Jimusho.

## Biografie
Mamiko Noto wurde 1980 in Kanazawa geboren. Sie hat noch 2 jüngere Brüder.
Während ihrer Schulzeit war sie Schauspielerin der Schauspieltruppe Angelus, wo sie 1998 einige Nebenrollen in King Lear und später den Rodrigo in Othello spielte. Zu dieser Zeit traf sie die spätere Dramatikerin, Schauspielerin, Autorin und Leiterin der gekidan motoyayukiko Yukiko Motoya.
Nach ihrem Abschluss an der Hokuriku-Gakuin-Oberschule besuchte sie ein Jahr lang die Yoyogi Animation Gakuin (代々木アニメーション学院) um sich zur Synchronsprecherin ausbilden zu lassen. Danach wurde sie Praktikantin bei Ōsawa Jimushō. Ihr Debüt als Synchronsprecherin hatte sie 1999 in der Rolle der Hustler no Nami in Bakukyū Rempatsu!! Super B-Daman.

## Stimme
Zumeist wird sie auf Grund ihrer sehr sanften Stimme für ruhige und schüchterne Mädchen besetzt (z. B. Aya Tōjō in Ichigo 100% und Yakumo Tsukamoto in School Rumble), wobei ihre Stimme als schwer nachahmbar gilt. In jüngerer Zeit spricht sie aber auch beherzte Mädchen (Hazuki Azuma in Yami to Bōshi to Hon no Tabibito), Jungen (Yukinari Sasaki in Girls Bravo), selbstherrliche Frauen (Reiri Kamura in Kaibutsu Ōjo) und zornige/furchteinflößende Mädchen (Nina Fortner in Monster).

## Rollen (Auswahl)
| - Ah! My Goddess (Sayoko Mishima) - Allison to Lillia (Fiona) - B-gata H-kei (Kazuki Kosuda) - Bokurano (Takami Komoda) - Boogiepop Phantom (Moto Tonomura) - Bōkyaku no Senritsu (Bōkyaku no Senritsu) - Brynhildr in the Darkness (Mako Fujisaki) - Clannad (Kotomi Ichinose) - DoReMi (Fujio) - Elfen Lied (Yuka) - Fairy Tail (Mavis Vermillion) - Freezing (Bridgette L. Satellizer) - Full Metal Panic! (Shinji Kazama) - Ginban Kaleidoscope (Lia Garnet Juitiev) - Girls Bravo (Yukinari Sasaki) - Grandpa and Grandma Turn Young Again (Ine Saitō) - Hit o Nerae! (Mitsuki Ikuta) - Ichigo 100% (Aya Tōjō) - Ichigo Mashimaro (Ana Coppola) - Inu Yasha (Rin) - Jigoku Shōjo (Ai Enma) - Kaibutsu Ōjo (Reiri Kamura) - Kamisama Kazoku (Ai Tachibana) - Kanokon (Kōta Oyamada) - Keroro Gunsō (Angol Mois) - Kenichi: The Mightiest Disciple (Shigure Kōsaka) - Kimi ni Todoke (Sawako Kuronuma) - Kubo Won’t Let Me Be Invisible (Yoshie Shiraishi) - Kurogane no Linebarrel (Emi Kizaki) - Loveless (Hitomi Shinonome) - Magister Negi Magi (Nodoka Miyazaki) - Mahō Sensei Negima! (Nodoka Miyazaki) - Maria-sama ga Miteru (Shimako Tōdō) - Mnemosyne – Mnemosyne no Musume-tachi (Rin Asōgi) - Mobile Suit Gundam: The Witch from Mercury (Prospera Mercury) - Monster (Nina Fortner/Anna Liebert) - Narue no Sekai (Narue Nanase) - Narutaru – Mukuro naru Hoshi, Tama taru Ko (Akira Sakura) - Naruto (Katsuyu) - Nodame Cantabile (Sakura Saku) - Nogizaka Haruka no Himitsu (Haruka Nogizaka) - Paranoia Agent (Tsukiko Sagi) - PaRappa the Rapper (Rosa Paddle) - Queen’s Blade (Tomoe) - School Rumble (Yakumo Tsukamoto) - Shigatsu wa Kimi no Uso – Sekunden in Moll (Saki Arima) - Shinkon Gattai Godannar (Momoko „Momochī“ Momozono) - Shy (Pepesha Andrianov/Spirits) - sola (Matsuri Shihō) - Trinity Blood (Esther Blanchett) - To Aru Majutsu no Index (Aisa Himegami) - Witchblade (Masane Amaha) - X (Kotori Monou) - Yami to Bōshi to Hon no Tabibito (Hazuki Azuma) - Yomigaeru Sora – RESCUE WINGS (Megumi Hasegawa) - Yume Tsukai (Satoka Sagawa) - JoJo’s Bizarre Adventure: Diamond is Unbreakable (Yukako Yamagishi) | - 120 En no Haru – ¥120Stories (Hazuki) - Clannad (Kotomi Ichinose) - Galaxy Angel (Kuromie Quark) - Jeanne d’Arc (Liane) - Katakamuna – Ushinawareta Inga Ritsu (Izanami) - KimiKiss (Mitsuki Shijō) - Kita e. – Diamond Dust (Kyōko Asahina) - Makai Kingdom (Trenia) - Odin Sphere (Mercedes) - Persona 3 (Fūka Yamagishi) - Sengoku Basara 2 (O-Ichi) - Senjō no Valkyria (Cordelia gi Randgriz) - Spectral Gene (Mōria) - Summon Night: Craft Sword Monogatari: Hajimari no Ishi (Rufīru) - Twelve – Sengoku Hōshinden (Minori) - Virtue’s Last Reward (Luna) - Genshin Impact (Skirk) - Avataro Sentai Donbrothers (Mother) - Animate - Ikspiari - Johnson & Johnson - McDonald’s - Mitsubishi Electric - Purina One - Mitsui Sumitomo Ginkō - Toyota |